# Liste des présidents du Conseil des ministres d'Italie
Pour un article plus général, voir Président du Conseil des ministres d'Italie.
Cette page dresse la liste des présidents du Conseil des ministres de l'Italie depuis l'unification.

## Royaume d'Italie (1861-1946)
Le royaume d'Italie, gouverné par la dynastie royale de la maison de Savoie, est le nom de l'État italien de 1861 à 1946. Gouverné à partir de 1862 par la droite historique, puis par des libéraux, il change de nature durant la période dite du « Ventennio » (20 ans) allant de 1922 à 1943, au cours de laquelle le royaume, dirigé par le gouvernement fasciste de Benito Mussolini, est couramment désigné sous le terme d'Italie fasciste, sans que le régime monarchique ne soit interrompu par un changement constitutionnel, avant qu'il ne prenne fin avec la naissance de la République italienne, à la suite d'un référendum populaire.
Partis :
1861–1912 :
Droite historique
Gauche historique
Militaire
1912–1922 :
Union libérale / Parti libéral italien
Parti radical italien
Parti socialiste réformiste italien
1922–1943 :
Parti national fasciste
1943–1946 :
Parti démocrate du travail
Parti d'action
Démocratie chrétienne
Militaire
Coalitions :
1861–1912 :
Coalition de droite
Coalition de gauche
Coalition mixte
1912–1922 :
Coalition libérale
1922–1943 :
Gouvernement fasciste
1943–1946 :
Comité de libération nationale
Coalition mixte
| Portrait         | Nom (naissance–décès)                          | Durée du mandat    | Durée du mandat    | Durée du mandat   | Parti                                       | Parti                                  | Gouvernement      | Composition                                            | Législature                                      | Monarque (règne)                            | Ref.                               |
| Portrait         | Nom (naissance–décès)                          | Entrée en fonction | Sortie de fonction | Durée du mandat   | Parti                                       | Parti                                  | Gouvernement      | Composition                                            | Législature                                      | Monarque (règne)                            | Ref.                               |
| ---------------- | ---------------------------------------------- | ------------------ | ------------------ | ----------------- | ------------------------------------------- | -------------------------------------- | ----------------- | ------------------------------------------------------ | ------------------------------------------------ | ------------------------------------------- | ---------------------------------- |
|                  | Camillo Cavour (1810–1861)                     | 23 mars 1861       | 6 juin 1861†       | 75 jours          |                                             | Droite historique                      | Cavour IV         | Droite                                                 | VIII (1861)                                      | Victor-Emmanuel II (1861–1878)              | [ 1 ]                              |
|                  | Bettino Ricasoli (1809–1880)                   | 12 juin 1861       | 3 mars 1862        | 264 jours         |                                             | Droite historique                      | Ricasoli I        | Droite                                                 | VIII (1861)                                      | Victor-Emmanuel II (1861–1878)              | [ 2 ]                              |
|                  | Urbano Rattazzi (1808–1873)                    | 3 mars 1862        | 8 décembre 1862    | 280 jours         |                                             | Gauche historique                      | Rattazzi I        | Droite • Gauche                                        | VIII (1861)                                      | Victor-Emmanuel II (1861–1878)              | [ 3 ]                              |
|                  | Luigi Carlo Farini (1812–1866)                 | 8 décembre 1862    | 24 mars 1863       | 106 jours         |                                             | Droite historique                      | Farini            | Droite                                                 | VIII (1861)                                      | Victor-Emmanuel II (1861–1878)              | [ 4 ]                              |
|                  | Marco Minghetti (1818–1886)                    | 24 mars 1863       | 28 septembre 1864  | 1 an, 188 jours   |                                             | Droite historique                      | Minghetti I       | Droite                                                 | VIII (1861)                                      | Victor-Emmanuel II (1861–1878)              | [ 5 ]                              |
|                  | Général Alfonso Ferrero la Marmora (1804–1878) | 28 septembre 1864  | 31 décembre 1865   | 1 an, 265 jours   |                                             | Militaire                              | La Marmora II     | Droite                                                 | VIII (1861)                                      | Victor-Emmanuel II (1861–1878)              | [ 6 ] [ 7 ]                        |
| 31 décembre 1865 | Général Alfonso Ferrero la Marmora (1804–1878) | 20 juin 1866       | La Marmora III     | 1 an, 265 jours   | IX (1865)                                   | Militaire                              |                   | Droite                                                 |                                                  | Victor-Emmanuel II (1861–1878)              | [ 6 ] [ 7 ]                        |
|                  | Bettino Ricasoli (1809–1880)                   | 20 juin 1866       | 10 avril 1867      | 294 jours         | IX (1865)                                   |                                        | Droite historique | Ricasoli II                                            | Gouvernement d'union nationale (Droite • Gauche) | Victor-Emmanuel II (1861–1878)              | [ 8 ]                              |
|                  | Urbano Rattazzi (1808–1873)                    | 10 avril 1867      | 27 octobre 1867    | 200 jours         |                                             | Gauche historique                      | Rattazzi II       | Droite • Gauche                                        | X (1867)                                         | Victor-Emmanuel II (1861–1878)              | [ 9 ]                              |
|                  | Luigi Federico Menabrea (1809–1896)            | 27 octobre 1867    | 5 janvier 1868     | 1 an, 48 jours    |                                             | Droite historique                      | Menabrea I        | Droite                                                 | X (1867)                                         | Victor-Emmanuel II (1861–1878)              | [ 10 ] [ 11 ] [ 12 ]               |
| 5 janvier 1868   | Luigi Federico Menabrea (1809–1896)            | 13 mai 1869        | Menabrea II        | 1 an, 48 jours    |                                             | Droite historique                      |                   | Droite                                                 | X (1867)                                         | Victor-Emmanuel II (1861–1878)              | [ 10 ] [ 11 ] [ 12 ]               |
| 13 mai 1869      | Luigi Federico Menabrea (1809–1896)            | 14 décembre 1869   | Menabrea III       | 1 an, 48 jours    |                                             | Droite historique                      |                   | Droite                                                 | X (1867)                                         | Victor-Emmanuel II (1861–1878)              | [ 10 ] [ 11 ] [ 12 ]               |
|                  | Giovanni Lanza (1810–1882)                     | 14 décembre 1869   | 10 juillet 1873    | 3 ans, 208 jours  |                                             | Droite historique                      | Lanza             | Droite                                                 | XI (1870)                                        | Victor-Emmanuel II (1861–1878)              | [ 13 ]                             |
|                  | Marco Minghetti (1818–1886)                    | 10 juillet 1873    | 25 mars 1876       | 2 ans, 259 jours  |                                             | Droite historique                      | Minghetti II      | Droite                                                 | XII (1874)                                       | Victor-Emmanuel II (1861–1878)              | [ 14 ]                             |
|                  | Agostino Depretis (1813–1887)                  | 25 mars 1876       | 25 décembre 1877   | 1 an, 364 jours   |                                             | Gauche historique                      | Depretis I        | Gauche                                                 | XIII (1876)                                      | Victor-Emmanuel II (1861–1878)              | [ 15 ] [ 16 ]                      |
| 26 décembre 1877 | Agostino Depretis (1813–1887)                  | 24 mars 1878       | Depretis II        | 1 an, 364 jours   | Humbert Ier (1878–1900)                     | Gauche historique                      |                   | Gauche                                                 | XIII (1876)                                      |                                             | [ 15 ] [ 16 ]                      |
|                  | Benedetto Cairoli (1825–1889)                  | 24 mars 1878       | 19 décembre 1878   | 270 jours         | Humbert Ier (1878–1900)                     |                                        | Gauche historique | Cairoli I                                              | XIII (1876)                                      | Gauche                                      | [ 17 ]                             |
|                  | Agostino Depretis (1813–1887)                  | 19 décembre 1878   | 14 juillet 1879    | 214 jours         | Humbert Ier (1878–1900)                     |                                        | Gauche historique | Depretis III                                           | XIII (1876)                                      | Gauche                                      | [ 18 ]                             |
|                  | Benedetto Cairoli (1825–1889)                  | 14 juillet 1879    | 25 novembre 1879   | 1 an, 319 jours   | Humbert Ier (1878–1900)                     |                                        | Gauche historique | Cairoli II                                             | XIII (1876)                                      | Gauche                                      | [ 19 ] [ 20 ]                      |
| 25 novembre 1879 | Benedetto Cairoli (1825–1889)                  | 29 mai 1881        | Cairoli III        | 1 an, 319 jours   | Humbert Ier (1878–1900)                     | XIV (1880)                             | Gauche historique |                                                        |                                                  | Gauche                                      | [ 19 ] [ 20 ]                      |
|                  | Agostino Depretis (1813–1887)                  | 29 mai 1881        | 25 mai 1883        | 6 ans, 61 jours   | Humbert Ier (1878–1900)                     | XIV (1880)                             |                   | Gauche historique                                      | Depretis IV                                      | Gauche                                      | [ 21 ] [ 22 ] [ 23 ] [ 24 ] [ 25 ] |
| 25 mai 1883      | Agostino Depretis (1813–1887)                  | 30 mars 1884       | Depretis V         | 6 ans, 61 jours   | Humbert Ier (1878–1900)                     | XV (1882)                              |                   | Gauche historique                                      |                                                  | Gauche                                      | [ 21 ] [ 22 ] [ 23 ] [ 24 ] [ 25 ] |
| 30 mars 1884     | Agostino Depretis (1813–1887)                  | 29 juin 1885       | Depretis VI        | 6 ans, 61 jours   | Humbert Ier (1878–1900)                     | XV (1882)                              |                   | Gauche historique                                      |                                                  | Gauche                                      | [ 21 ] [ 22 ] [ 23 ] [ 24 ] [ 25 ] |
| 29 juin 1885     | Agostino Depretis (1813–1887)                  | 4 avril 1887       | Depretis VII       | 6 ans, 61 jours   | Humbert Ier (1878–1900)                     | XVI (1886)                             |                   | Gauche historique                                      |                                                  | Gauche                                      | [ 21 ] [ 22 ] [ 23 ] [ 24 ] [ 25 ] |
| 4 avril 1887     | Agostino Depretis (1813–1887)                  | 29 juillet 1887†   | Depretis VIII      | 6 ans, 61 jours   | Humbert Ier (1878–1900)                     | XVI (1886)                             |                   | Gauche historique                                      |                                                  | Gauche                                      | [ 21 ] [ 22 ] [ 23 ] [ 24 ] [ 25 ] |
|                  | Francesco Crispi (1819–1901)                   | 29 juillet 1887    | 9 mars 1889        | 3 ans, 192 jours  | Humbert Ier (1878–1900)                     | XVI (1886)                             |                   | Gauche historique                                      | Crispi I                                         | Gauche                                      | [ 26 ] [ 27 ]                      |
| 9 mars 1889      | Francesco Crispi (1819–1901)                   | 6 février 1891     | Crispi II          | 3 ans, 192 jours  | Humbert Ier (1878–1900)                     | XVII (1890)                            |                   | Gauche historique                                      |                                                  | Gauche                                      | [ 26 ] [ 27 ]                      |
|                  | Antonio di Rudinì (1839–1908)                  | 6 février 1891     | 15 mai 1892        | 1 an, 99 jours    | Humbert Ier (1878–1900)                     | XVII (1890)                            |                   | Droite historique                                      | di Rudinì I                                      | Gauche • Droite                             | [ 28 ]                             |
|                  | Giovanni Giolitti (1842–1928)                  | 15 mai 1892        | 15 décembre 1893   | 1 an, 214 jours   | Humbert Ier (1878–1900)                     |                                        | Gauche historique | Giolitti I                                             | Gauche                                           | XVIII (1892)                                | [ 29 ]                             |
|                  | Francesco Crispi (1819–1901)                   | 15 décembre 1893   | 14 juin 1894       | 2 ans, 86 jours   | Humbert Ier (1878–1900)                     |                                        | Gauche historique | Crispi III                                             | Gauche • Droite                                  | XVIII (1892)                                | [ 30 ] [ 31 ]                      |
| 14 juin 1894     | Francesco Crispi (1819–1901)                   | 10 mars 1896       | Crispi IV          | 2 ans, 86 jours   | Humbert Ier (1878–1900)                     | XIX (1895)                             | Gauche historique |                                                        | Gauche • Droite                                  |                                             | [ 30 ] [ 31 ]                      |
|                  | Antonio di Rudinì (1839–1908)                  | 10 mars 1896       | 11 juillet 1896    | 2 ans, 111 jours  | Humbert Ier (1878–1900)                     | XIX (1895)                             |                   | Droite historique                                      | di Rudinì II                                     | Droite avec le support externe de la Gauche | [ 32 ] [ 33 ] [ 34 ] [ 35 ]        |
| 11 juillet 1896  | Antonio di Rudinì (1839–1908)                  | 14 décembre 1897   | di Rudinì III      | 2 ans, 111 jours  | Humbert Ier (1878–1900)                     | XIX (1895)                             |                   | Droite historique                                      |                                                  | Droite avec le support externe de la Gauche | [ 32 ] [ 33 ] [ 34 ] [ 35 ]        |
| 14 décembre 1897 | Antonio di Rudinì (1839–1908)                  | 1 juin 1898        | di Rudinì IV       | 2 ans, 111 jours  | Humbert Ier (1878–1900)                     | Gauche • Droite                        | XX (1897)         | Droite historique                                      |                                                  |                                             | [ 32 ] [ 33 ] [ 34 ] [ 35 ]        |
| 1 juin 1898      | Antonio di Rudinì (1839–1908)                  | 29 juin 1898       | di Rudinì V        | 2 ans, 111 jours  | Humbert Ier (1878–1900)                     | Gauche • Droite                        | XX (1897)         | Droite historique                                      |                                                  |                                             | [ 32 ] [ 33 ] [ 34 ] [ 35 ]        |
|                  | Général Luigi Pelloux (1839–1924)              | 29 juin 1898       | 14 mai 1899        | 1 an, 360 jours   | Humbert Ier (1878–1900)                     |                                        | XX (1897)         | Militaire                                              | Pelloux I                                        | Gauche avec le support externe de la Droite | [ 36 ] [ 37 ]                      |
| 14 mai 1899      | Général Luigi Pelloux (1839–1924)              | 24 juin 1900       | Pelloux II         | 1 an, 360 jours   | Humbert Ier (1878–1900)                     | Gauche • Droite                        | XX (1897)         | Militaire                                              |                                                  |                                             | [ 36 ] [ 37 ]                      |
|                  | Giuseppe Saracco (1821–1907)                   | 24 juin 1900       | 15 février 1901    | 236 jours         |                                             | Gauche historique                      | Saracco           | Gauche • Droite                                        | XXI (1900)                                       | Victor-Emmanuel III (1900–1946)             | [ 38 ]                             |
|                  | Giuseppe Zanardelli (1826–1903)                | 15 février 1901    | 3 novembre 1903    | 2 ans, 261 jours  |                                             | Gauche historique                      | Zanardelli        | Gauche • Droite                                        | XXI (1900)                                       | Victor-Emmanuel III (1900–1946)             | [ 39 ]                             |
|                  | Giovanni Giolitti (1842–1928)                  | 3 novembre 1903    | 12 mars 1905       | 1 an, 129 jours   |                                             | Gauche historique                      | Giolitti II       | Gauche • Droite avec le support externe du PSI         | XXII (1904)                                      | Victor-Emmanuel III (1900–1946)             | [ 40 ]                             |
|                  | Tommaso Tittoni (1855–1931)                    | 12 mars 1905       | 28 mars 1905       | 16 jours          |                                             | Droite historique                      | Tittoni           | Gauche • Droite                                        | XXII (1904)                                      | Victor-Emmanuel III (1900–1946)             | [ 41 ]                             |
|                  | Alessandro Fortis (1842–1909)                  | 28 mars 1905       | 24 décembre 1905   | 317 jours         |                                             | Gauche historique                      | Fortis I          | Gauche • Droite                                        | XXII (1904)                                      | Victor-Emmanuel III (1900–1946)             | [ 42 ] [ 43 ]                      |
| 24 décembre 1905 | Alessandro Fortis (1842–1909)                  | 8 février 1906     | Fortis II          | 317 jours         | Gauche avec le support externe de la Droite | Gauche historique                      |                   |                                                        | XXII (1904)                                      | Victor-Emmanuel III (1900–1946)             | [ 42 ] [ 43 ]                      |
|                  | Sidney Sonnino (1847–1922)                     | 8 février 1906     | 29 mai 1906        | 110 jours         |                                             | Droite historique                      | Sonnino I         | Gauche • Droite • Radicaux                             | XXII (1904)                                      | Victor-Emmanuel III (1900–1946)             | [ 44 ]                             |
|                  | Giovanni Giolitti (1842–1928)                  | 29 mai 1906        | 11 décembre 1909   | 3 ans, 196 jours  |                                             | Gauche historique                      | Giolitti III      | Gauche • Droite                                        | XXII (1904)                                      | Victor-Emmanuel III (1900–1946)             | [ 45 ]                             |
|                  | Sidney Sonnino (1847–1922)                     | 11 décembre 1909   | 31 mars 1910       | 110 jours         |                                             | Droite historique                      | Sonnino II        | Droite avec le support externe de la Gauche            | XXIII (1909)                                     | Victor-Emmanuel III (1900–1946)             | [ 46 ]                             |
|                  | Luigi Luzzatti (1841–1927)                     | 31 mars 1910       | 30 mars 1911       | 364 jours         |                                             | Droite historique                      | Luzzatti          | Gauche • Droite • Radicaux                             | XXIII (1909)                                     | Victor-Emmanuel III (1900–1946)             | [ 47 ]                             |
|                  | Giovanni Giolitti (1842–1928)                  | 30 mars 1911       | 21 mars 1914       | 2 ans, 356 jours  |                                             | Union libérale                         | Giolitti IV       | UL • PR                                                | XXIII (1909)                                     | Victor-Emmanuel III (1900–1946)             | [ 48 ]                             |
|                  | Antonio Salandra (1853–1931)                   | 21 mars 1914       | 5 novembre 1914    | 2 ans, 89 jours   |                                             | Union libérale                         | Salandra I        | UL                                                     | XXIV (1913)                                      | Victor-Emmanuel III (1900–1946)             | [ 49 ] [ 50 ]                      |
| 5 novembre 1914  | Antonio Salandra (1853–1931)                   | 18 juin 1916       | Salandra II        | 2 ans, 89 jours   | UL • PRI                                    | Union libérale                         |                   |                                                        | XXIV (1913)                                      | Victor-Emmanuel III (1900–1946)             | [ 49 ] [ 50 ]                      |
|                  | Paolo Boselli (1838–1932)                      | 18 juin 1916       | 30 octobre 1917    | 1 an, 134 jours   |                                             | Union libérale                         | Boselli           | Gouvernement d'union nationale (UL • PR • UECI • PSRI) | XXIV (1913)                                      | Victor-Emmanuel III (1900–1946)             | [ 51 ]                             |
|                  | Vittorio Emanuele Orlando (1860–1952)          | 30 octobre 1917    | 23 juin 1919       | 1 an, 236 jours   |                                             | Union libérale                         | Orlando           | Gouvernement d'union nationale (UL • PR • UECI • PSRI) | XXIV (1913)                                      | Victor-Emmanuel III (1900–1946)             | [ 52 ]                             |
|                  | Francesco Saverio Nitti (1868–1953)            | 23 juin 1919       | 21 mai 1920        | 358 jours         |                                             | Parti radical italien                  | Nitti I           | UL • PLD • PPI • PR • PSRI                             | XXIV (1913)                                      | Victor-Emmanuel III (1900–1946)             | [ 53 ] [ 54 ]                      |
| 21 mai 1920      | Francesco Saverio Nitti (1868–1953)            | 15 juin 1920       | Nitti II           | 358 jours         | UL • PLD • PPI • PR                         | Parti radical italien                  | XXV (1919)        |                                                        |                                                  | Victor-Emmanuel III (1900–1946)             | [ 53 ] [ 54 ]                      |
|                  | Giovanni Giolitti (1842–1928)                  | 15 juin 1920       | 4 juillet 1921     | 1 an, 19 jours    |                                             | Union libérale                         | XXV (1919)        | Giolitti V                                             | UL • PLD • PPI • PDSI • PR • PSRI                | Victor-Emmanuel III (1900–1946)             | [ 55 ]                             |
|                  | Ivanoe Bonomi (1873–1951)                      | 4 juillet 1921     | 26 février 1922    | 237 jours         |                                             | Parti socialiste réformiste italien    | Bonomi I          | PPI • PLI • PLD • PDSI • PSRI                          | XXVI (1921)                                      | Victor-Emmanuel III (1900–1946)             | [ 56 ]                             |
|                  | Luigi Facta (1861–1930)                        | 26 février 1922    | 1er août 1922      | 247 jours         |                                             | Union libérale / Parti libéral italien | Facta I           | PPI • PLI • PLD • PDSI • PSRI • PA                     | XXVI (1921)                                      | Victor-Emmanuel III (1900–1946)             | [ 57 ] [ 58 ]                      |
| 1er août 1922    | Luigi Facta (1861–1930)                        | 31 octobre 1922    | Facta II           | 247 jours         | PPI • PLI • PLD • PDSI • PSRI               | Union libérale / Parti libéral italien |                   |                                                        | XXVI (1921)                                      | Victor-Emmanuel III (1900–1946)             | [ 57 ] [ 58 ]                      |
|                  | Duce Benito Mussolini (1883–1945)              | 31 octobre 1922    | 25 juillet 1943    | 20 ans, 267 jours |                                             | Parti national fasciste                | Mussolini         | PPI • PLI • PDSI • PNF • ANI                           | XXVI (1921)                                      | Victor-Emmanuel III (1900–1946)             | [ 59 ]                             |
| PNF              | Duce Benito Mussolini (1883–1945)              | 31 octobre 1922    | 25 juillet 1943    | 20 ans, 267 jours | XXVII (1924)                                | Parti national fasciste                | Mussolini         |                                                        |                                                  | Victor-Emmanuel III (1900–1946)             | [ 59 ]                             |
| PNF              | Duce Benito Mussolini (1883–1945)              | 31 octobre 1922    | 25 juillet 1943    | 20 ans, 267 jours | XXVIII (1929)                               | Parti national fasciste                | Mussolini         |                                                        |                                                  | Victor-Emmanuel III (1900–1946)             | [ 59 ]                             |
| PNF              | Duce Benito Mussolini (1883–1945)              | 31 octobre 1922    | 25 juillet 1943    | 20 ans, 267 jours | XXIX (1934)                                 | Parti national fasciste                | Mussolini         |                                                        |                                                  | Victor-Emmanuel III (1900–1946)             | [ 59 ]                             |
| PNF              | Duce Benito Mussolini (1883–1945)              | 31 octobre 1922    | 25 juillet 1943    | 20 ans, 267 jours | XXX (pas d'élection)                        | Parti national fasciste                | Mussolini         |                                                        |                                                  | Victor-Emmanuel III (1900–1946)             | [ 59 ]                             |
|                  | Maréchal Pietro Badoglio (1871–1956)           | 25 juillet 1943    | 24 avril 1944      | 329 jours         |                                             | Militaire                              | Badoglio I        | Ind. • DC • PLI                                        | Parlement supprimé                               | Victor-Emmanuel III (1900–1946)             | [ 60 ] [ 61 ]                      |
| 24 avril 1944    | Maréchal Pietro Badoglio (1871–1956)           | 18 juin 1944       | Badoglio II        | 329 jours         | DC • PCI • PLI • PSIUP • PdA • PDL          | Militaire                              |                   |                                                        | Parlement supprimé                               | Victor-Emmanuel III (1900–1946)             | [ 60 ] [ 61 ]                      |
|                  | Ivanoe Bonomi (1873–1951)                      | 18 juin 1944       | 12 décembre 1944   | 1 an, 3 jours     |                                             | Parti démocrate du travail             | Bonomi II         | DC • PCI • PLI • PSIUP • PdA • PDL                     | Parlement supprimé                               | Victor-Emmanuel III (1900–1946)             | [ 62 ] [ 63 ]                      |
| 12 décembre 1944 | Ivanoe Bonomi (1873–1951)                      | 21 juin 1945       | Bonomi III         | 1 an, 3 jours     | DC • PCI • PLI • PDL                        | Parti démocrate du travail             | Conseil national  |                                                        |                                                  | Victor-Emmanuel III (1900–1946)             | [ 62 ] [ 63 ]                      |
|                  | Ferruccio Parri (1890–1981)                    | 21 juin 1945       | 10 décembre 1945   | 172 jours         |                                             | Parti d'action                         | Conseil national  | Parri                                                  | DC • PCI • PLI • PSIUP • PdA • PDL               | Victor-Emmanuel III (1900–1946)             | [ 64 ]                             |
|                  | Alcide De Gasperi (1881–1954)                  | 10 décembre 1945   | 13 juillet 1946    | 212 jours         |                                             | Démocratie chrétienne                  | Conseil national  | De Gasperi I                                           | DC • PCI • PLI • PSIUP • PdA • PDL               | Humbert II (1946)                           | [ 65 ]                             |

## République italienne (depuis 1946)
| Président du Conseil des ministres | Président du Conseil des ministres | Président du Conseil des ministres | Période           | Période                                                        | Parti                            | Gouvernement                  | Coalition                                                            | Legislature                                    | Président de la République | Président de la République       |
| ---------------------------------- | ---------------------------------- | ---------------------------------- | ----------------- | -------------------------------------------------------------- | -------------------------------- | ----------------------------- | -------------------------------------------------------------------- | ---------------------------------------------- | -------------------------- | -------------------------------- |
|                                    |                                    | Alcide De Gasperi (1881–1954)      | 10 juillet 1946   | 2 février 1947                                                 | Démocratie chrétienne            | De Gasperi II                 | DC • PSI • PCI • PRI                                                 | Assemblée constituante (1946)                  |                            | Enrico De Nicola (1946–1948)     |
| 2 février 1947                     | 31 mai 1947                        | Alcide De Gasperi (1881–1954)      | De Gasperi III    | DC • PSI • PCI                                                 | Démocratie chrétienne            |                               |                                                                      | Assemblée constituante (1946)                  |                            | Enrico De Nicola (1946–1948)     |
| 31 mai 1947                        | 23 mai 1948                        | Alcide De Gasperi (1881–1954)      | De Gasperi IV     | DC • PSDI • PLI • PRI                                          | Démocratie chrétienne            |                               |                                                                      | Assemblée constituante (1946)                  |                            | Enrico De Nicola (1946–1948)     |
| 23 mai 1948                        | 27 février 1950                    | Alcide De Gasperi (1881–1954)      | De Gasperi V      | DC • PSDI • PLI • PRI                                          | Démocratie chrétienne            | Ire (1948)                    |                                                                      | Luigi Einaudi (1948–1955)                      |                            |                                  |
| 27 janvier 1950                    | 26 juillet 1951                    | Alcide De Gasperi (1881–1954)      | De Gasperi VI     | DC • PSDI • PRI                                                | Démocratie chrétienne            | Ire (1948)                    |                                                                      | Luigi Einaudi (1948–1955)                      |                            |                                  |
| 26 juillet 1951                    | 16 juillet 1953                    | Alcide De Gasperi (1881–1954)      | De Gasperi VII    | DC • PRI                                                       | Démocratie chrétienne            | Ire (1948)                    |                                                                      | Luigi Einaudi (1948–1955)                      |                            |                                  |
| 16 juillet 1953                    | 17 août 1953                       | Alcide De Gasperi (1881–1954)      | De Gasperi VIII   | DC                                                             | Démocratie chrétienne            | IIe (1953)                    |                                                                      | Luigi Einaudi (1948–1955)                      |                            |                                  |
|                                    |                                    | Giuseppe Pella (1902–1981)         | 17 août 1953      | DC                                                             | 12 janvier 1954                  | IIe (1953)                    | Démocratie chrétienne                                                | Luigi Einaudi (1948–1955)                      | Pella                      |                                  |
|                                    |                                    | Amintore Fanfani (1908–1999)       | 18 janvier 1954   | DC                                                             | 8 février 1954                   | IIe (1953)                    | Démocratie chrétienne                                                | Luigi Einaudi (1948–1955)                      | Fanfani I                  |                                  |
|                                    |                                    | Mario Scelba (1901–1991)           | 10 février 1954   | 6 juillet 1955                                                 | Démocratie chrétienne            | IIe (1953)                    | Scelba                                                               | Luigi Einaudi (1948–1955)                      | DC • PSDI • PLI            |                                  |
|                                    |                                    | Antonio Segni (1891–1972)          | 6 juillet 1955    | 15 mai 1957                                                    | Démocratie chrétienne            | IIe (1953)                    | Segni I                                                              |                                                | DC • PSDI • PLI            | Giovanni Gronchi (1955–1962)     |
|                                    |                                    | Adone Zoli (1887–1960)             | 19 mai 1957       | 1er juillet 1958                                               | Démocratie chrétienne            | IIe (1953)                    | Zoli                                                                 | DC                                             |                            | Giovanni Gronchi (1955–1962)     |
|                                    |                                    | Amintore Fanfani (1908–1999)       | 1er juillet 1958  | 15 février 1959                                                | Démocratie chrétienne            | Fanfani II                    | DC • PSDI                                                            | IIIe (1958)                                    |                            | Giovanni Gronchi (1955–1962)     |
|                                    |                                    | Antonio Segni (1891–1972)          | 15 février 1959   | 23 mars 1960                                                   | Démocratie chrétienne            | Segni II                      | DC                                                                   | IIIe (1958)                                    |                            | Giovanni Gronchi (1955–1962)     |
|                                    |                                    | Fernando Tambroni (1901–1963)      | 25 mars 1960      | 26 juillet 1960                                                | Démocratie chrétienne            | Tambroni                      | DC                                                                   | IIIe (1958)                                    |                            | Giovanni Gronchi (1955–1962)     |
|                                    |                                    | Amintore Fanfani (1908–1999)       | 26 juillet 1960   | 21 janvier 1962                                                | Démocratie chrétienne            | Fanfani III                   | DC                                                                   | IIIe (1958)                                    |                            | Giovanni Gronchi (1955–1962)     |
| 21 février 1962                    | 21 juin 1963                       | Amintore Fanfani (1908–1999)       | Fanfani IV        | DC • PSDI • PRI                                                | Démocratie chrétienne            |                               |                                                                      | IIIe (1958)                                    |                            | Giovanni Gronchi (1955–1962)     |
|                                    |                                    | Giovanni Leone (1908–2001)         | 21 juin 1963      | 4 décembre 1963                                                | Démocratie chrétienne            | Leone I                       | DC                                                                   | IVe (1963)                                     |                            | Antonio Segni (1962–1964)        |
|                                    |                                    | Aldo Moro (1916–1978)              | 4 décembre 1963   | 22 juillet 1964                                                | Démocratie chrétienne            | Moro I                        | DC • PSI • PSDI • PRI                                                | IVe (1963)                                     |                            | Antonio Segni (1962–1964)        |
| 22 juillet 1964                    | 23 février 1966                    | Aldo Moro (1916–1978)              | Moro II           |                                                                | Démocratie chrétienne            |                               | DC • PSI • PSDI • PRI                                                | IVe (1963)                                     |                            | Antonio Segni (1962–1964)        |
| 23 février 1966                    | 24 juin 1968                       | Aldo Moro (1916–1978)              | Moro III          |                                                                | Démocratie chrétienne            | Giuseppe Saragat (1964–1971)  | DC • PSI • PSDI • PRI                                                | IVe (1963)                                     |                            |                                  |
|                                    |                                    | Giovanni Leone (1908–2001)         | 24 juin 1968      | 12 décembre 1968                                               | Démocratie chrétienne            | Giuseppe Saragat (1964–1971)  | Leone II                                                             | DC                                             | Ve (1968)                  |                                  |
|                                    |                                    | Mariano Rumor (1915–1990)          | 12 décembre 1968  | 5 août 1969                                                    | Démocratie chrétienne            | Giuseppe Saragat (1964–1971)  | Rumor I                                                              | DC • PSU • PRI                                 | Ve (1968)                  |                                  |
| 5 août 1969                        | 27 mars 1970                       | Mariano Rumor (1915–1990)          | Rumor II          | DC                                                             | Démocratie chrétienne            | Giuseppe Saragat (1964–1971)  |                                                                      |                                                | Ve (1968)                  |                                  |
| 27 mars 1970                       | 6 août 1970                        | Mariano Rumor (1915–1990)          | Rumor III         | DC • PSI • PSDI • PRI                                          | Démocratie chrétienne            | Giuseppe Saragat (1964–1971)  |                                                                      |                                                | Ve (1968)                  |                                  |
|                                    |                                    | Emilio Colombo (1920–2013)         | 6 août 1970       | 17 février 1972                                                | Démocratie chrétienne            | Giuseppe Saragat (1964–1971)  | Colombo                                                              | DC • PSI • PSDI • PRI                          | Ve (1968)                  |                                  |
|                                    |                                    | Giulio Andreotti (1919–2013)       | 17 février 1972   | 26 juin 1972                                                   | Démocratie chrétienne            | Andreotti I                   | DC                                                                   |                                                | Ve (1968)                  | Giovanni Leone (1971–1978)       |
| 26 juin 1972                       | 7 juillet 1973                     | Giulio Andreotti (1919–2013)       | Andreotti II      | DC • PSDI • PLI                                                | Démocratie chrétienne            | VIe (1972)                    |                                                                      |                                                |                            | Giovanni Leone (1971–1978)       |
|                                    |                                    | Mariano Rumor (1915–1990)          | 26 juillet 1973   | 14 mars 1974                                                   | Démocratie chrétienne            | VIe (1972)                    | Rumor IV                                                             | DC • PSI • PSDI • PRI                          |                            | Giovanni Leone (1971–1978)       |
| 14 mars 1974                       | 23 novembre 1974                   | Mariano Rumor (1915–1990)          | Rumor V           | DC • PSI • PSDI                                                | Démocratie chrétienne            | VIe (1972)                    |                                                                      |                                                |                            | Giovanni Leone (1971–1978)       |
|                                    |                                    | Aldo Moro (1916–1978)              | 23 novembre 1974  | 12 février 1976                                                | Démocratie chrétienne            | VIe (1972)                    | Moro IV                                                              | DC • PRI                                       |                            | Giovanni Leone (1971–1978)       |
| 12 février 1976                    | 29 juillet 1976                    | Aldo Moro (1916–1978)              | Moro V            | DC                                                             | Démocratie chrétienne            | VIe (1972)                    |                                                                      |                                                |                            | Giovanni Leone (1971–1978)       |
|                                    |                                    | Giulio Andreotti (1919–2013)       | 29 juillet 1976   | DC                                                             | 11 mars 1978                     | Démocratie chrétienne         | Andreotti III                                                        | VIIe (1976)                                    |                            | Giovanni Leone (1971–1978)       |
| 11 mars 1978                       | 20 mars 1979                       | Giulio Andreotti (1919–2013)       | Andreotti IV      | DC                                                             |                                  | Démocratie chrétienne         |                                                                      | VIIe (1976)                                    |                            | Giovanni Leone (1971–1978)       |
| 20 mars 1979                       | 4 août 1979                        | Giulio Andreotti (1919–2013)       | Andreotti V       | DC • PSDI • PRI                                                |                                  | Démocratie chrétienne         | Sandro Pertini (1978–1985)                                           | VIIe (1976)                                    |                            |                                  |
|                                    |                                    | Francesco Cossiga (1928–2010)      | 4 août 1979       | 4 avril 1980                                                   | Démocratie chrétienne            | Cossiga I                     | Sandro Pertini (1978–1985)                                           | DC • PSDI • PLI                                | VIIIe (1979)               |                                  |
| 4 avril 1980                       | 18 octobre 1980                    | Francesco Cossiga (1928–2010)      | Cossiga II        | DC • PSI • PRI                                                 | Démocratie chrétienne            |                               | Sandro Pertini (1978–1985)                                           |                                                | VIIIe (1979)               |                                  |
|                                    |                                    | Arnaldo Forlani (1925–2023)        | 18 octobre 1980   | 28 juin 1981                                                   | Démocratie chrétienne            | Forlani                       | Sandro Pertini (1978–1985)                                           | DC • PSI • PSDI • PRI                          | VIIIe (1979)               |                                  |
|                                    |                                    | Giovanni Spadolini (1925–1994)     | 28 juin 1981      | 23 août 1982                                                   | Parti républicain italien        | Spadolini I                   | Sandro Pertini (1978–1985)                                           | DC • PSI • PSDI • PRI • PLI                    | VIIIe (1979)               |                                  |
| 23 août 1982                       | 1er décembre 1982                  | Giovanni Spadolini (1925–1994)     | Spadolini II      |                                                                | Parti républicain italien        |                               | Sandro Pertini (1978–1985)                                           | DC • PSI • PSDI • PRI • PLI                    | VIIIe (1979)               |                                  |
|                                    |                                    | Amintore Fanfani (1908–1999)       | 1er décembre 1982 | 4 août 1983                                                    | Démocratie chrétienne            | Fanfani V                     | Sandro Pertini (1978–1985)                                           | DC • PSI • PSDI • PLI                          | VIIIe (1979)               |                                  |
|                                    |                                    | Bettino Craxi (1934–2000)          | 4 août 1983       | 1er août 1986                                                  | Parti socialiste italien         | Craxi I                       | Sandro Pertini (1978–1985)                                           | DC • PSI • PSDI • PRI • PLI                    | IXe (1983)                 |                                  |
| 1er août 1986                      | 18 avril 1987                      | Bettino Craxi (1934–2000)          | Craxi II          |                                                                | Parti socialiste italien         | Francesco Cossiga (1985–1992) |                                                                      | DC • PSI • PSDI • PRI • PLI                    | IXe (1983)                 |                                  |
|                                    |                                    | Amintore Fanfani (1908–1999)       | 18 avril 1987     | 29 juillet 1987                                                | Démocratie chrétienne            | Francesco Cossiga (1985–1992) | Fanfani VI                                                           | DC                                             | IXe (1983)                 |                                  |
|                                    |                                    | Giovanni Goria (1943–1994)         | 29 juillet 1987   | 13 avril 1988                                                  | Démocratie chrétienne            | Francesco Cossiga (1985–1992) | Goria                                                                | DC • PSI • PSDI • PRI • PLI                    | Xe (1987)                  |                                  |
|                                    |                                    | Ciriaco De Mita (1928–2022)        | 13 avril 1988     | 22 juillet 1989                                                | Démocratie chrétienne            | Francesco Cossiga (1985–1992) | De Mita                                                              | DC • PSI • PSDI • PRI • PLI                    | Xe (1987)                  |                                  |
|                                    |                                    | Giulio Andreotti (1919–2013)       | 22 juillet 1989   | 12 avril 1991                                                  | Démocratie chrétienne            | Francesco Cossiga (1985–1992) | Andreotti VI                                                         | DC • PSI • PSDI • PRI • PLI                    | Xe (1987)                  |                                  |
| 12 avril 1991                      | 24 juin 1992                       | Giulio Andreotti (1919–2013)       | Andreotti VII     | DC • PSI • PSDI • PLI                                          | Démocratie chrétienne            | Francesco Cossiga (1985–1992) |                                                                      |                                                | Xe (1987)                  |                                  |
|                                    |                                    | Giuliano Amato (1938–)             | 28 juin 1992      | DC • PSI • PSDI • PLI                                          | 28 avril 1993                    | Parti socialiste italien      | Amato I                                                              | XIe (1992)                                     |                            | Oscar Luigi Scalfaro (1992–1999) |
|                                    |                                    | Carlo Azeglio Ciampi (1920–2016)   | 28 avril 1993     | 10 mai 1994                                                    | Indépendant                      | Ciampi                        | DC • PSI • PDS • PSDI • PLI • PRI • FdV                              | XIe (1992)                                     |                            | Oscar Luigi Scalfaro (1992–1999) |
|                                    |                                    | Silvio Berlusconi (1936–2023)      | 10 mai 1994       | 17 janvier 1995                                                | Forza Italia                     | Berlusconi I                  | Centre droit (FI • LN • AN • CCD)                                    | XIIe (1994)                                    |                            | Oscar Luigi Scalfaro (1992–1999) |
|                                    |                                    | Lamberto Dini (1931–)              | 17 janvier 1995   | 17 mai 1996                                                    | Indépendant                      | Dini                          | Sans étiquette (soutien externe de PDS • PPI • PSI • FdV • LN • LR)  | XIIe (1994)                                    |                            | Oscar Luigi Scalfaro (1992–1999) |
|                                    |                                    | Romano Prodi (1939–)               | 17 mai 1996       | 21 octobre 1998                                                | Indépendant                      | Prodi I                       | Centre gauche (PDS/DS • PPI • RI • FdV • UD/Dem)                     | XIIIe (1996)                                   |                            | Oscar Luigi Scalfaro (1992–1999) |
|                                    |                                    | Massimo D'Alema (1949–)            | 21 octobre 1998   | 22 décembre 1999                                               | Démocrates de gauche             | D'Alema I                     | Centre gauche (DS • PPI • RI • FdV • Dem • SDI • PdCI • UDR)         | XIIIe (1996)                                   |                            | Oscar Luigi Scalfaro (1992–1999) |
| 22 décembre 1999                   | 25 avril 2000                      | Massimo D'Alema (1949–)            | D'Alema II        | Centre gauche (DS • PPI • RI • FdV • Dem • SDI • PdCI • UDEUR) | Démocrates de gauche             |                               | Carlo Azeglio Ciampi (1999–2006)                                     | XIIIe (1996)                                   |                            |                                  |
|                                    |                                    | Giuliano Amato (1938–)             | 25 avril 2000     | Centre gauche (DS • PPI • RI • FdV • Dem • SDI • PdCI • UDEUR) | 11 juin 2001                     | Indépendant                   | Carlo Azeglio Ciampi (1999–2006)                                     | XIIIe (1996)                                   | Amato II                   |                                  |
|                                    |                                    | Silvio Berlusconi (1936–2023)      | 11 juin 2001      | 23 avril 2005                                                  | Forza Italia                     | Berlusconi II                 | Carlo Azeglio Ciampi (1999–2006)                                     | Centre droit (FI • AN • LN • UDC • NPSI • PRI) | XIVe (2001)                |                                  |
| 23 avril 2005                      | 17 mai 2006                        | Silvio Berlusconi (1936–2023)      | Berlusconi III    |                                                                | Forza Italia                     |                               | Carlo Azeglio Ciampi (1999–2006)                                     | Centre droit (FI • AN • LN • UDC • NPSI • PRI) | XIVe (2001)                |                                  |
|                                    |                                    | Romano Prodi (1939–)               | 17 mai 2006       | 8 mai 2008                                                     | Indépendant puis Parti démocrate | Prodi II                      | Centre gauche (DS/PD • DL/PD • PRC • RnP • PdCI • IdV • FdV • UDEUR) | XVe (2006)                                     |                            | Giorgio Napolitano (2006–2015)   |
|                                    |                                    | Silvio Berlusconi (1936–2023)      | 8 mai 2008        | 16 novembre 2011                                               | Le Peuple de la liberté          | Berlusconi IV                 | Centre droit (PdL • LN • MpA)                                        | XVIe (2008)                                    |                            | Giorgio Napolitano (2006–2015)   |
|                                    |                                    | Mario Monti (1943–)                | 16 novembre 2011  | 28 avril 2013                                                  | Indépendant                      | Monti                         | Sans étiquette (soutien externe de PdL • PD • UdC • FLI)             | XVIe (2008)                                    |                            | Giorgio Napolitano (2006–2015)   |
|                                    |                                    | Enrico Letta (1966–)               | 28 avril 2013     | 22 février 2014                                                | Parti démocrate                  | Letta                         | Grande coalition (PD • PdL/NCD • SC • UdC • RI)                      | XVIIe (2013)                                   |                            | Giorgio Napolitano (2006–2015)   |
|                                    |                                    | Matteo Renzi (1975–)               | 22 février 2014   | 12 décembre 2016                                               | Parti démocrate                  | Renzi                         | Centre gauche (PD • NCD • SC • UdC)                                  | XVIIe (2013)                                   |                            | Giorgio Napolitano (2006–2015)   |
|                                    |                                    | Paolo Gentiloni (1954–)            | 12 décembre 2016  | 1er juin 2018                                                  | Parti démocrate                  | Gentiloni                     | Centre gauche (PD • NCD/AP • UdC/CpE)                                | XVIIe (2013)                                   |                            | Sergio Mattarella (2015–)        |
|                                    |                                    | Giuseppe Conte (1964–)             | 1er juin 2018     | 13 février 2021                                                | Indépendant                      | Conte I                       | M5S • Lega                                                           | XVIIIe (2018)                                  |                            | Sergio Mattarella (2015–)        |
| Conte II                           | M5S • PD • IV • Art.1              | Giuseppe Conte (1964–)             | 1er juin 2018     | 13 février 2021                                                | Indépendant                      |                               |                                                                      | XVIIIe (2018)                                  |                            | Sergio Mattarella (2015–)        |
|                                    |                                    | Mario Draghi (1947–)               | 13 février 2021   | 22 octobre 2022                                                | Indépendant                      | Draghi                        | M5S • Lega • PD • FI • IV • Art.1 • IpF • Az                         | XVIIIe (2018)                                  |                            | Sergio Mattarella (2015–)        |
|                                    |                                    | Giorgia Meloni (1977–)             | 22 octobre 2022   | en fonction                                                    | Frères d'Italie                  | Meloni                        | Centre droit (Lega • Forza Italia • FdI)                             | XIXe (2022)                                    |                            | Sergio Mattarella (2015–)        |